# 蘇摩
苏摩（梵语：सोम）是早期印度婆罗门教仪式中饮用的一种饮料，得自于某种至今未知的植物（或真菌）的汁液。在伊朗的拜火教中有一种完全对应的饮料，称为“豪麻”。这两种饮料的来源是相同的，来自早期雅利安人的文化习俗。在梨俱吠陀的一些颂歌中，苏摩被人格化，成为代表这种饮料的神祇的名字。因此吠陀中的苏摩一词既可指饮料本身也可指主管该饮料的神。梨俱吠陀中有大量颂歌是单独献给苏摩的，其数量仅次于因陀罗和阿耆尼。有一首关于婚礼的颂歌是讲到他与苏利亚（娑维陀利或苏利耶的女儿）的婚姻的。后来，苏摩的形象进一步人格化，成为月神的一个别名。在梨俱吠陀里，众神尤其是因陀罗和阿耆尼经常豪饮苏摩汁，以增强他们的神力。
虽然中文文献经常将这种饮料翻译为“苏摩酒”，但严格说来没有任何证据表明苏摩是一种酒精饮料。比较准确的名称是“苏摩汁”。印度神话中真正的酒女神是伐楼尼，水神伐楼拿的配偶。
梵语和阿维斯陀语中的苏摩（豪麻）一词来自原始印度-伊朗语词根*sav-，“挤，榨”。所有文献都表示，这种饮料是某种植物的根或茎榨出来的。到底是哪一种植物，学术界尚未达成统一的看法。早期的一些意见认为伊朗拜火教徒仍在使用的豪麻汁就是原始的苏摩，其配方至今未变；但更多研究者反对这种看法。关于苏摩究竟是一种麻醉剂、兴奋剂还是致幻剂，也没有达成一致看法。著名的理论包括：
- 大麻
- 麻黄
- 毒蕈

## 资料来源
- 《宗教词典》，上海辞书出版社，ISBN 978-7-5326-2840-7